# اران ریکلیس
اران ریکلیس (عبری: ערן ריקליס‎؛ زادهٔ ۲ اکتبر ۱۹۵۴) کارگردان فیلم، و فیلم‌نامه‌نویس اهل اسرائیل است. او فیلم عروس سوریه‌ای را در سال ۲۰۰۴ کارگردانی کرد.

## فیلم‌شناسی
- ۱۹۷۷׃ فیلم کوتاه (فیلم فارغ التحصیلی): بلوز برای گوش دادن آسان
- ۱۹۸۴: در یک روز روشن می توانید دمشق را ببینید
- ۱۹۹۲: فینال جام
- ۱۹۹۳: او (زوهر)
- ۱۹۹۹: وگوول ناتان
- ۱۹۹۹: آتشفشان
- ۲۰۰۲: وسوسه
- ۲۰۰۴: عروس سوریه‌ای
- ۲۰۰۸: درخت لیمو
- ۲۰۱۰: مدیر منابع انسانی
- ۲۰۱۱: پلی آف
- ۲۰۱۳: زیتون
- ۲۰۱۴: عرب‌های رقصنده (پسر من)
- ۲۰۱۴: نامه عاشقانه به سینما (فیلم کوتاه جمعی)
- ۲۰۱۷: پرونده مونا لینا (پناهگاه)
- ۲۰۱۹: عنکبوت در تار
- ۲۰۲۳: لولیتاخوانی در تهران[۲]